# Макетатон

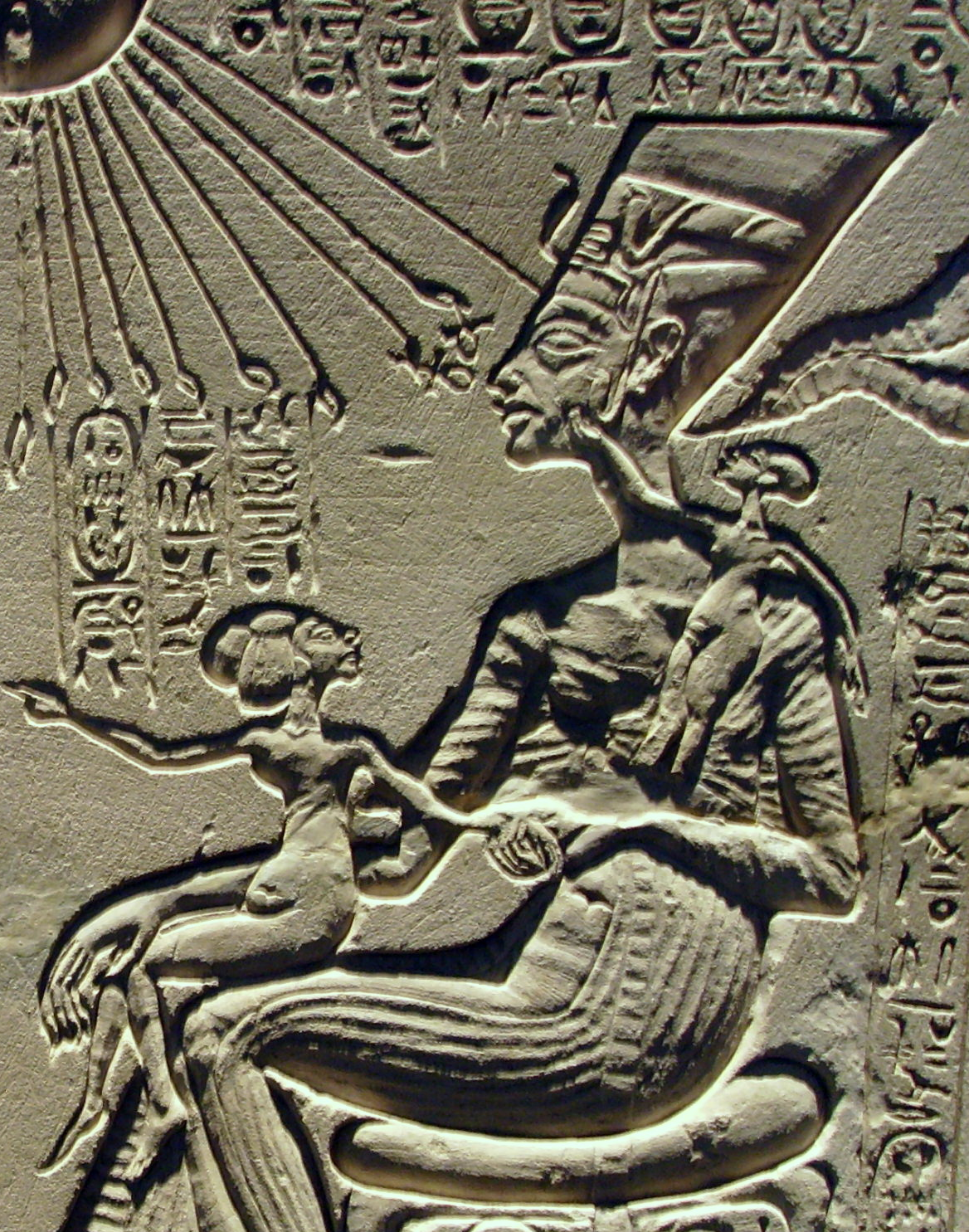
Макетатон із матір'ю Нефертіті

Макетатон — друга (із 6 народжених) дочка єгипетського фараона Ехнатона та його головної дружини Нефертіті. Вона, ймовірно, народилася на 2 або 3 рік царювання Ехнатона. Хоча про неї мало відомо, вона часто зображувалася зі своїми сестрами, супроводжуючи своїх вінценосних батьків у перші дві третини сімнадцятирічного царювання Ехнатона.
Перші зображення Макетатон з'являються на стінах храму її матері Нефертіті Хут-Бенбен, де вона та її старша сестра Мерітатон зображуються поруч із царицею. Вона також була зображена на прикордонній стелі, що вказує межі Ахетатона, нової столиці фараона Ехнатона. Макетатон переїхала туди з родиною, коли була ще маленькою дитиною.
Макетатон померла на 13-й або 14-й рік царювання свого батька. 12-го року вона була ще жива, оскільки зображувалася з батьками та сестрами на прийомі іноземної данини — церемонії, яку можна побачити на деяких зображеннях у гробницях високопосадовців, таких, як амарнського інтенданта Хуйя й верховного жерця Атона Меріра I.
Той факт, що на осколках її саркофагу ми бачимо такі картуші як Аменхотеп III і Ехнатон, можна витлумачити як доказ тривалого співправління двох фараонів, батька й сина.
Ймовірно, епідемія чуми, яка охопила Єгипет між 12-м і 15-м роками царювання Ехнатона, призвела до того, що багато членів королівської сім'ї перестали згадуватися. Серед них королева-мати Тія, цариця Нефертіті, середня дружина Ехнатона Кійя, Макетатон і дві молоді принцеси — Нефернеферура й Сетепенра. Втім, смерть Макетатон могла статися і не через чуму, а, відповідно до поширеної теорії, від народження дитини[джерело?].

## Гробниця Макетатон

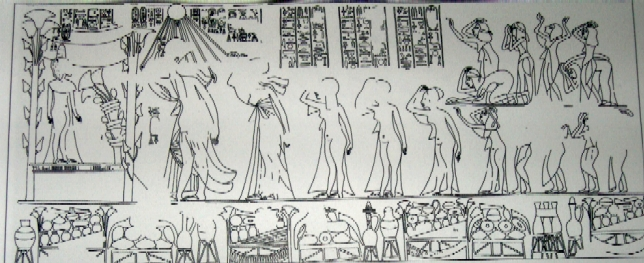
Сцена з гробниці Макетатон

Була похована у гробниці Ехнатона, тіло не знайдено.
На стіні усипальниці, яка була зроблена в скелях для царської сім'ї, зображено відчай подружжя над мертвою дівчинкою — батька зі зсуненою над головою рукою, а іншою рукою він схопив за руку дружину, притиснувши руку до обличчя, немов ще не вірячи у свою втрату. Літня нянька померлої рветься до тіла улюблениці, її утримує молода служниця. Сцена смерті Макетатон за силою переданих почуттів, безперечно, належить до шедеврів єгипетського рельєфу.